# Comté de San Jacinto
Le comté de San Jacinto, en anglais : San Jacinto County, est un comté de l'État américain du Texas aux États-Unis. Son siège de comté est la ville de Coldspring. Selon le recensement de 2020, sa population est de 27 402 habitants. Le comté a une superficie de 1 626 km2, dont 1 478 km2 en surfaces terrestres.

## Comtés adjacents
| Comté de Walker     | Comté de Trinity     | Comté de Polk    |
|                     | comté de San Jacinto |                  |
| Comté de Montgomery |                      | Comté de Liberty |

## Principaux axes routiers
- U.S. Highway 59 (en)
  -  Interstate 69 (en) (En construction)
- U.S. Highway 190 (en)
- State Highway 150 (en)
- State Highway 156 (en)

## Démographie
Lors du recensement de 2010, le comté comptait une population de 26 384 habitants. Elle est estimée, en 2017, à 28 270 habitants.

Pyramide des âges du comté de San Jacinto (2000).